# サラトフ・ガガーリン空港
サラトフ・ガガーリン空港（ロシア語: Международный Аэропорт Гагарин、ロシア語: Saratov Gagarin Airport）は、ロシア連邦沿ヴォルガ連邦管区サラトフ州サラトフにある空港である。
2019年8月20日、サラトフ中央空港が閉鎖され、代わりに当空港が開港した。

## 沿革（サラトフ中央空港時代を含む）

### サラトフ中央空港時代
1945年～1991年の冷戦期には、サラトフは航空宇宙産業で重要な都市だったため外国人の立入は禁止される閉鎖都市だった。そのため原則外国人は乗り継ぎであっても空港に降り立つことが出来なかった。
2018年、ロシア連邦政府はサラトフを拠点に運航するサラトフ航空（ロシア語: Саратовские авиалинии）の運航を停止したと発表した。理由としては同年二月に発生したサラトフ航空703便墜落事故後に発覚した整備不良であった。
ハブにする唯一の航空会社を失った当空港は2019年4月20日の最終便まで、アエロフロート航空のモスクワ便のみ運行されていた。

### サラトフ・ガガーリン空港開港後
2014年、空港の運営者”Airports of Regions”が新空港をサラトフに作ると発表。
2015年、空港の工事が開始。総工費は７～10億ルーブルであった。
2019年8月20日、サラトフ・ガガーリン空港が開港、ソビエト連邦崩壊後に作られた三番目の空港である。

### 命名騒動
空港の運営者”Airports of Regions”は秘密裏に施工会社に空港名を伝えていたが、開港前の8月に施工会社が運営者に無断でガガーリン空港と命名した、理由としてはサラトフの宇宙産業の躍進を支えた英雄としてユーリ・ガガーリンの名前を付ける方が良いとのことだった。開港後同じくユーリ・ガガーリンの名前を冠しているオレンブルク中央空港と間違えられる事案が発生している。

## 就航航空会社と就航都市

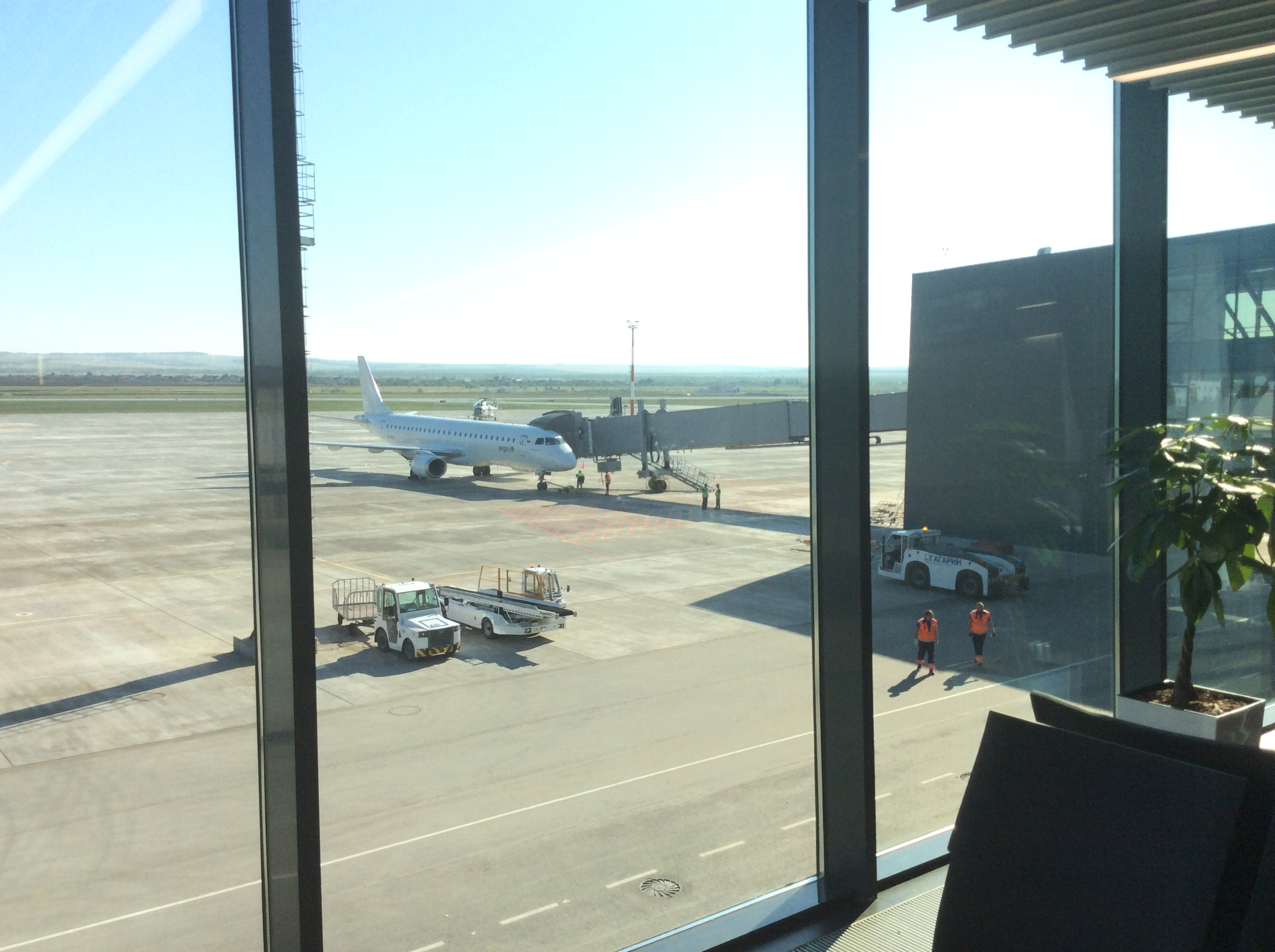
駐機中のエンブラエル機

### 国内線

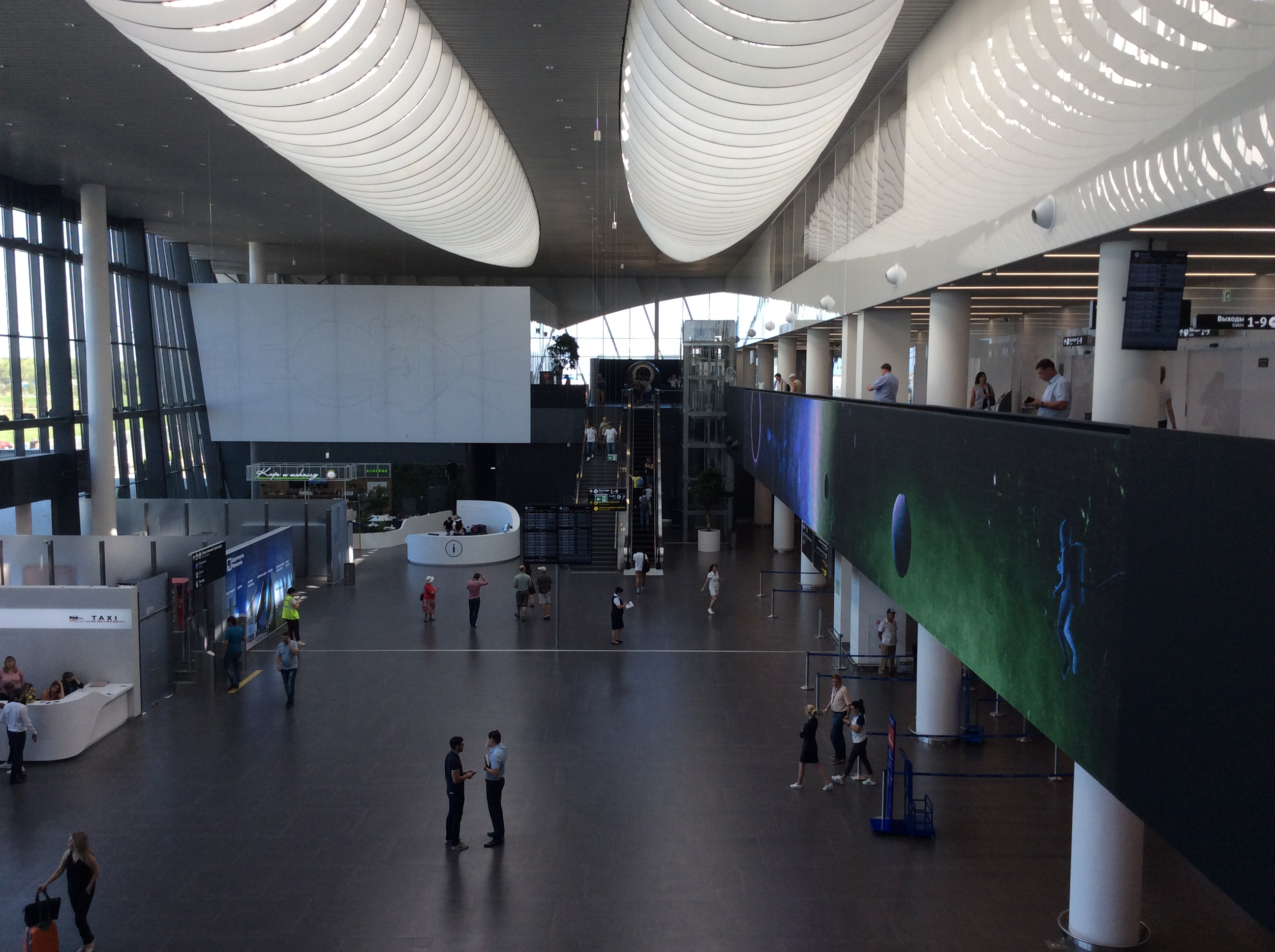
空港ターミナルビル内

| 航空会社                   | 就航都市                                                                       |
| -------------------------- | ------------------------------------------------------------------------------ |
| アエロフロート・ロシア航空 | モスクワ/シェレメーチエヴォ                                                    |
| アジムト航空               | ミネラーリヌィエ・ヴォードィ、ニジニ・ノブゴロド                               |
| レッドウィングス航空       | エカテリンブルグ                                                               |
| ポベーダ                   | モスクワ/シェレメーチエヴォ、モスクワ/ヴヌーコヴォ、サンクトペテルブルグ、ソチ |
| S7航空                     | モスクワ/ドモジェドヴォ                                                        |
| UTエアー                   | スルグト                                                                       |
| UVTアエロ                  | カザン、グロズヌイ                                                             |

### 国際線
| 航空会社       | 就航都市 |
| -------------- | -------- |
| イル・アエロ   | バクー   |
| シラク・アビア | エレバン |

## 空港アクセス

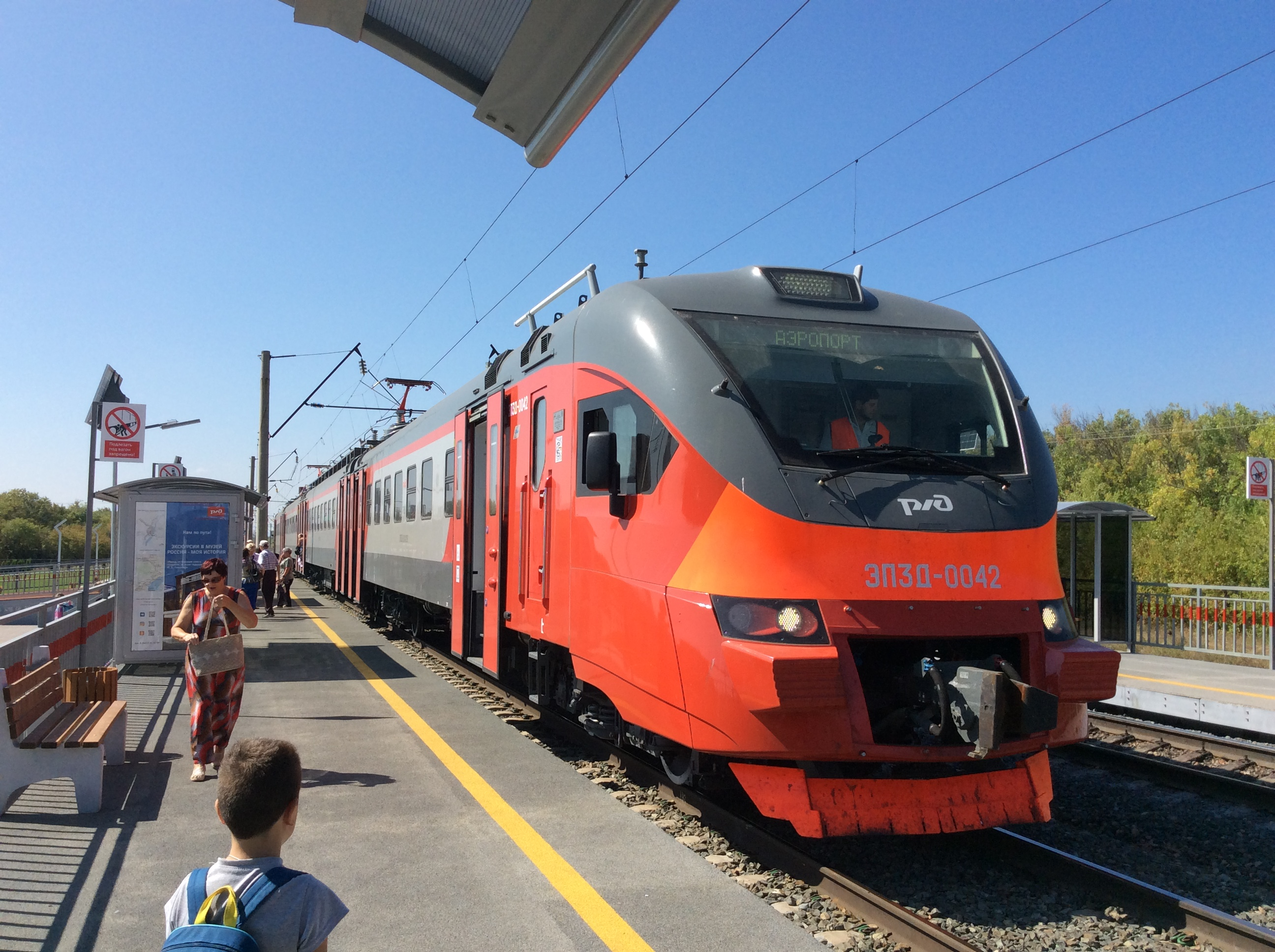
サラトフ空港駅に停車中の近郊列車

### バス
サラトフの市街地へ毎時1本のシャトルバスが走っている。（所要時間40分）

### 鉄道

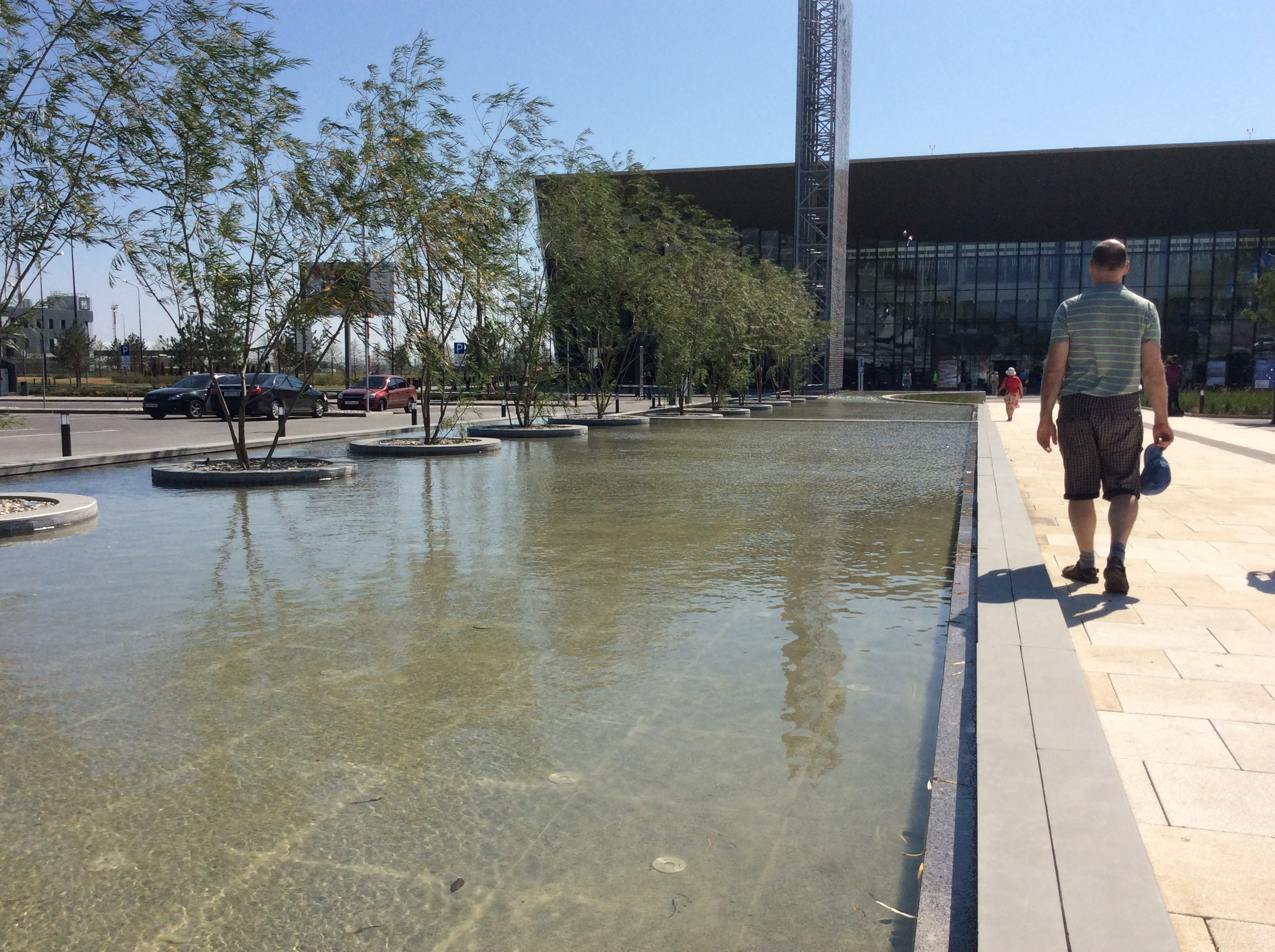
空港から駅へのプロムナード

サラトフ空港駅まで空港ターミナルからプロムナードが通じている。ロシア鉄道沿ヴォルガ鉄道支社によりサラトフI駅までアエロエキスプレスが運航されている。又、サラトフ近郊の都市へ近郊列車が運行されている。

### 道路
開港に合わせて市内までの幹線道路が建設された。

### 船
空港に隣接するヴォルガ川のドックから市内へ船便がある（所要時間2時間）。サラトフ州政府は船便の需要の増加の為高速艇を新しく造船する事を決定した。

## 事故
2020年現在、サラトフ・ガガーリン空港で事故は一度も発生していない。